# A Day Late and a Dollar Short
A Day Late and a Day Short è una raccolta della band pop punk The Queers, pubblicata nel 1996 dalla Lookout! Records.

## Tracce
1. We'd Have A Riot Doing Heroin
2. Terminal Rut
3. Fagtown
4. I Want Cunt
5. Trash This Place
6. Love Me
7. Kicked Out Of The Webelos
8. Tuly Is A Wimp
9. At The Mall
10. I Spent The Rent
11. I Don't Wanna Work
12. I'm Useless
13. This Place Sucks
14. Wimpy Drives Through Harlem
15. I Like Young Girls
16. Nuni In New York
17. Nobody Likes Me
18. Nothing To Do
19. Nowhere At All
20. Mac Arthurs Park
21. Flesh For Tulu
22. Fuck You
23. Didn't Want None
24. Meat Wagon
25. Don't Puke
26. Bonehead
27. Wimpy Drives Through Harlem
28. Nothin To Do
29. Gay Boy
30. Nobody Likes Me
31. Too Many Twinkies
32. Half Shitfaced
33. I Live This Life
34. Live Broadcast WFMU4/11/9?

## Formazione
- Joe King - chitarra, voce
- B-Face - basso, voce
- Hugh O'Neill - batteria